# Hersilia baliensis
Hersilia baliensis är en spindelart som beskrevs av Baehr 1993. Hersilia baliensis ingår i släktet Hersilia och familjen Hersiliidae. Inga underarter finns listade i Catalogue of Life.